# 斯旺里弗鎮區 (明尼蘇達州莫里森縣)
斯旺里弗鎮區（英語：Swan River Township）是位於美國明尼蘇達州莫里森縣的一個行政鎮區。

## 歷史
斯旺里弗鎮區於1857年有人定居，鎮區於1873年設立，得名自附近同名的河。

## 地方資料
斯旺里弗鎮區的面積為97.88平方千米，當中陸地面積為95.79平方千米，而水域面積為2.08平方千米。根據2020年美國人口普查的數據，當地共有人口723人，而人口密度為每平方千米7.39人。